# ヤンマーファミリーアワー 飛べ!孫悟空
『ヤンマーファミリーアワー 飛べ!孫悟空』（ヤンマーファミリーアワー とべ そんごくう）は、1977年10月11日から1979年3月27日まで毎週火曜日19:00 - 19:30 (JST) に、TBS系列などで放送されたテレビ人形劇。
ヤンマーディーゼル（現・ヤンマーホールディングス）の一社提供かつ同社の冠スポンサー番組である。全74話。
系列外でも、秋田放送、山形放送、北日本放送（日本テレビ系列）にて1979年4月1日まで日曜 12:15 - 12:45 (JST) にて放送されていた。

## 概要
それまで本枠で放送されていたアニメ番組の視聴率が低迷していたため、その打開策として企画された番組。結果視聴率は持ち直し1年半も放送される人気番組となったが、他のザ・ドリフターズ（以下「ドリフ」）がメインの番組の例に漏れず、1978年に日本PTA全国協議会から「ワースト番組」に挙げられた。
『西遊記』をモチーフにしたドリフのメンバーを本家の登場人物にたとえ、メンバーそっくりの人形を登場させ、各メンバーが声をあてた。原作の三蔵一行の4人に対してドリフは5人だったため、加藤茶だけは彼の代表キャラクターである酔っ払いハゲ親父の「カトウ」役（オープニングのテロップでは「カトー」、もしくは「カト」）で出演した。また、一行のお供の馬の「ヒヒハハハハー」という特徴ある甲高い鳴き声は、当時ドリフの準メンバーだったすわしんじによるもので、三蔵との掛け合いなどでのセリフもあり、挿入歌にも彼のセリフが入っている。このほか、元メンバーの荒井注もゲスト出演している。
ストーリーは『西遊記』の本筋に沿ったものだが、同じTBSで放送されていた『8時だョ!全員集合』と同様、当時の人気歌手や俳優・お笑いタレントが『西遊記』の登場人物やオリジナルキャラクター役で多数ゲスト出演している。このゲストと繰り広げるドタバタギャグが、この人形劇の特色であり魅力だった。
番組中での狂言回し役としてピンク・レディーが実写で登場し、また番組オープニングとエンディングで主題歌「スーパーモンキー孫悟空」も歌っていた（どちらかによって歌詞が違う）。カットチェンジのとき、ピンク・レディーやキャンディーズjr（のち「トライアングル」に改名）が、場面転換とともに物語の状況を説明する短い歌（それぞれの代表曲をストーリーに応じた歌詞に改変した替え歌）を歌うブリッジが挿入された。うちCM前には「ピンクとあそぼう!」と題したコーナーになっており、視聴者から公募されたと思われるそんごくうに扮した子供がピンク・レディーと共に觔斗雲に乗って合いの手を入れる場面もあった。
当時は子供向けテレビ作品の漫画化が盛んであり、本作も山根あおおににより漫画化され、『テレビマガジン』（講談社）に連載された。ただし、ストーリーは天竺を目指すのでなく、「カトウのインチキ商売に毎回皆が騙される」という展開である。なお漫画は「講談社コミックス」から単行本化された（全1巻）。

## 映像保存
2010年12月31日にTBS系で放送された大晦日特番『大晦日だョ!全員集合』で、番組レギュラーだったピンク・レディーからのリクエストでこの『飛べ!孫悟空』からかまやつひろし・樹木希林・岸本加世子がゲスト出演した回のダイジェスト版が放送された。
本番組は放送局用VTRが高価でコストがかかる上に編集が難しい2インチVTRから、編集・保存が比較的容易な1インチVTRへと切り替えられる過渡期に制作された番組であり、当番組のVTRも以前は「ほとんどが上書き消去され、ごく僅かしか保存されていない」と言われていたが、後に放送局内で大半の放送回のVTRが保存されていることが判明。2014年9月1日より、TBSオンデマンドにて配信を開始した。

## エピソード
- 1978年5月に放送された『ドリフ大爆笑・国際だよ!全員集合・満員御礼』の中で、ドリフメンバーとすわしんじが、本作のキャラクターの衣装を着てコントをしたことがあった。その際、悪役として「豊岡豊とスイングフェイス」のバンドマスターである豊岡豊も参加した[7]。
- 作品中、カトーが孫悟空に「お前（志村けん）がいなければ俺が主役だったのに」と絡む楽屋ネタがあった。1979年に放送されたフジテレビ『新春かくし芸大会』の中国語劇による西遊記では、加藤が孫悟空役となり、志村は猪八戒役となった。沙悟浄役は仲本工事、三蔵法師役は谷啓。劇中では「TBSで評判良かったんだから、こっちも俺が（孫悟空）演れば良かったんだ」と発言した志村に、加藤が「本当は人形劇も俺が（孫悟空）演る予定だったんだ」と返す一幕もあった。
- ドリフがメイン司会を務める期首特番『4・10月だョ!全員集合』が放送（特例を除き毎回火曜日に放送）される際には、当番組は休止となった。その時には前の回の最後に、孫悟空が「来週は『4月（10月）だヨ!全員集合』を放送するよ。見なきゃダメだよ!」と宣伝していた。
- 日本テレビの『西遊記』、『西遊記II』の出演者のうち、西田敏行、藤村俊二、左とん平の3人がゲスト出演している。

## キャスト（声の出演）
そんごくう（志村けん）
孫悟空。觔斗雲に乗り、如意棒と「あー・みー・まー!」の掛け声で何にでも変身できる能力を武器に戦う。「あー・みー・まー!」の呪文は、『8時だョ!全員集合』の学校コントのセリフが由来（元は英語の人称代名詞の変格「I・MY・ME」）。劇中では時々鼻が取れる（外れる、落ちる）シーンがあり、一度だけ本物の猿に自身の鼻を食べられたことがある。
さんぞうほうし（いかりや長介）
ゴリラ顔に左右非対称のぶ厚い下唇がトレードマークの三蔵法師。
さごじょう（仲本工事）
眼鏡をかけた沙悟浄。眼鏡から撃つ光線とカッパブーメラン（頭の皿を飛ばす）で戦う。ブーメランを飛ばす際には眼鏡のつるが電飾でビカビカビカと輝く。
ちょはっかい（高木ブー）
寝ぼけ眼の猪八戒。鼻の穴から突風を発生させる必殺技を持つ。
カトー(カトちゃん)（加藤茶）
ハゲ頭とちょび髭、ステテコとシャツという姿で、常に酒ばかり飲んでいる。なぜか一行について回る。一度、命を落として埋葬までされたが、天国から落下して復活したこともある。
うま（すわしんじ）
三蔵法師の乗っている馬。「ヒヒハハハハー」という甲高い鳴き声を発する。
- 案内役：小島一慶（当時TBSアナウンサー） - 話の冒頭では顔出しで出演。

- 劇中歌担当
  - ピンク・レディー
  - トライアングル（当初は「キャンディーズjr[8]」として出演）
  - あのねのね（清水國明・原田伸郎） - 初期のみの出演。

## 劇中歌
- 主題歌：「スーパーモンキー孫悟空」（作詞：阿久悠、作曲：都倉俊一、編曲：田辺信一、歌：ピンク・レディー） 
  - 番組エンディングでも使用。放送開始から11か月後にレコード化され、シングル『透明人間』のB面、およびアルバム『星から来た二人』のB面の3曲目にそれぞれ収録された。
  - オープニング映像は5バージョンあり、第4バージョンまでは「作」（脚本）のみ取り換えての使用、「ゲスト出演者・役名」はテロップ表示され、第5バージョンは「ゲスト」と共に「作」もテロップ表示に変えられた。また第2バージョンから歌詞テロップが表示され、更にピンク・レディーをモデルにした人形が主題歌の情報をクレジットしたボードを持ってくるバージョンに変更されている（第1バージョンはテロップ表示）。
  - エンディング映像は4バージョンあり、その内第1バージョンは第1・2話だけ使用された物で、ピンク・レディー人形が登場せず、またサビの部分では一場面にピンク・レディーとトライアングル（キャンディーズJr.）が同時に映っていた（第3話以降は別々になる）。
- 挿入歌：「ゴー・ウエスト」（作詞：下山啓・田村隆、作曲・編曲：たかしまあきひこ、歌：ザ・ドリフターズ） 
  - 西（天竺）へ向かうことにちなんだ、ウェスタン調の楽曲。
  - 1978年4月20日にTBSで放送された『ザ・ベストテン』では、「スポットライト」コーナーにドリフが出演（うま役のすわも）し生でこの歌を披露。普段の『ベストテン』のセットの他、それを模したミニチュアのセットで一行の人形が歌う場面も放送された。
  - 2001年8月11日にNHKで放送された『第33回思い出のメロディー』では、ドリフが人形を片手に持って生でこの歌を披露。うま役のすわも、うまの着ぐるみを着て登場した。
  - 2022年2月16日から放送されている日清食品「カップヌードル にんにく豚骨」のCM（にんにくダンス編）では、本曲の替え歌がCMソングとして使用されている。

## 放映リスト
| 話数 | 放送回   | 放映日          | サブタイトル                                             | 脚本          | 演出     | ゲスト声優                                                  |
| ---- | -------- | --------------- | -------------------------------------------------------- | ------------- | -------- | ----------------------------------------------------------- |
| 1    | その一   | 1977年 10月11日 | 猿はよみがえる                                           | 下山啓 田村隆 | 平山賢一 |                                                             |
| 2    | その二   | 10月18日        | カッパのたたりじゃー                                     | 下山啓 田村隆 | 平山賢一 | キャロライン洋子 宮川せい六 角谷美佐子                      |
| 3    | その三   | 10月25日        | 嵐を呼ぶブタ                                             | 下山啓 田村隆 | 平山賢一 | キャロライン洋子 高坂真琴 宮川せい六                        |
| 4    | その四   | 11月01日        | アッー 大口じゃー!                                       | 下山啓 田村隆 | 平山賢一 | せんだみつお 山本明生 高坂真琴                              |
| 5    | その五   | 11月08日        | 金角城の決闘                                             | 下山啓 田村隆 | 深尾隆一 | せんだみつお 山本明生 荒井注                                |
| 6    | その六   | 11月15日        | 火ッ火ッ火ッ!はだか大王だぞー                            | 下山啓 田村隆 | 深尾隆一 | 荒井注                                                      |
| 7    | その七   | 11月29日        | 恐怖のスノーマン                                         | 下山啓 田村隆 | 山田護   | 梓みちよ 光井章夫                                           |
| 8    | その八   | 12月06日        | タコに御用心                                             | 下山啓 田村隆 | 山田護   | 梓みちよ 小松政夫                                           |
| 9    | その九   | 12月13日        | ニンニキ坊主と人参果                                     | 下山啓 田村隆 | 平山賢一 | 小松政夫                                                    |
| 10   | その十   | 12月20日        | クリスマスだョ!サンタ大王                                | 下山啓 田村隆 | 深尾隆一 | 小林恭治                                                    |
| 11   | その十一 | 12月27日        | 石の怪物地蔵大王!!                                       | 下山啓 田村隆 | 平山賢一 | 小林亜星 森進一 玉置宏 桜井長一郎 原一平                    |
| 12   | その十二 | 1978年 01月03日 | 大盗賊アリババ アリジジ                                  | 下山啓 田村隆 | 山田護   | 藤村俊二 佐藤蛾次郎 桜井長一郎                              |
| 13   | その十三 | 01月10日        | 火炎山の怪                                               | 下山啓 田村隆 | 平山賢一 | 西田敏行 京唄子 鳳啓助 山本直純 桜井長一郎                  |
| 14   | その十四 | 01月17日        | 続火炎山の怪                                             | 下山啓 田村隆 | 平山賢一 | 西田敏行 京唄子 団しん也                                    |
| 15   | その十五 | 01月24日        | 再び火炎山の怪                                           | 下山啓 田村隆 | 深尾隆一 | 西田敏行 鳳啓助 京唄子 角谷美佐子                           |
| 16   | その十六 | 01月31日        | 謎のセールスマン                                         | 下山啓 田村隆 | 山田護   | 伊東四朗 テレサ・テン                                       |
| 17   | その十七 | 02月07日        | ユハラ王子とテレサ姫                                     | 下山啓 田村隆 | 平山賢一 | 湯原昌幸 テレサ・テン 三遊亭小円遊                          |
| 18   | その十八 | 02月14日        | 悲しき幽霊                                               | 下山啓 田村隆 | 深尾隆一 | 三遊亭小円遊 東八郎 うつみ宮土理 芥川隆行 桜井長一郎        |
| 19   | その十九 | 02月21日        | 悲しき幽霊 パート2                                       | 下山啓 田村隆 | 深尾隆一 | 三遊亭小円遊 東八郎 うつみ宮土理 武田鉄矢 芥川隆行          |
| 20   | その20   | 02月28日        | 月夜の恐怖                                               | 下山啓 田村隆 | 山田護   | 武田鉄矢 タモリ                                             |
| 21   | その21   | 03月07日        | ヘレヒッパリケ大魔王                                     | 下山啓 田村隆 | 平山賢一 | タモリ 桜井長一郎                                           |
| 22   | その22   | 03月14日        | 恐怖の糸吹大王 まぼろしや〜!?                            | 下山啓 田村隆 | 塩川和則 | 桂三枝 玉置宏 桜井長一郎 団しん也                           |
| 23   | その23   | 03月21日        | カッパからげてレッツゴー                                 | 下山啓 田村隆 | 森本仁郎 | レツゴー三匹                                                |
| 24   | その24   | 03月28日        | 孫悟空だョ！全員集合（総集編）                           |               | 森本仁郎 |                                                             |
| 25   | その25   | 04月11日        | 恐怖の吸血鬼 カックンルンバ!パート1                      | 田村隆        | 平山賢一 | 由利徹 泉ピン子 加藤精三 角谷美佐子                         |
| 26   | その26   | 04月18日        | 恐怖の吸血鬼 カックンルンバ!パート2                      | 田村隆        | 平山賢一 | 由利徹 泉ピン子 加藤精三 角谷美佐子                         |
| 27   | その27   | 04月25日        | 三蔵･カトーの妊娠大騒動 おなかがふくれる!の巻            | 下山啓        | 山田護   | 水前寺清子 ラッキー7（ポール牧／関武志）                    |
| 28   | その28   | 05月02日        | 三蔵･カトーの妊娠大騒動 生まれる〜!の巻                  | 下山啓        | 山田護   | 水前寺清子 ラッキー7（ポール牧／関武志）                    |
| 29   | その29   | 05月09日        | 恐怖の昆虫王国 絶体絶命の篇                              | 田村隆        | 山田護   | アン・ルイス 毒蝮三太夫 飯塚昭三                            |
| 30   | その30   | 05月16日        | 恐怖の昆虫大国 危機一髪の篇                              | 田村隆        | 平山賢一 | アン･ルイス 毒蝮三太夫 清川元夢                             |
| 31   | その31   | 05月23日        | ア〜ア!まぼろしの原始王国                                | 下山啓        | 塩川和則 | ガッツ石松 しばたはつみ                                     |
| 32   | その32   | 05月30日        | 戦慄!巨カバ大王 ニセ三蔵現わる!の巻                      | 田村隆        | 塩川和則 | 郷ひろみ 清水由貴子 小野やすし 玉置宏 桜井長一郎 加藤精三   |
| 33   | その33   | 06月06日        | 戦慄!巨カバ大王 ニセ三蔵の正体は?の巻                    | 田村隆        | 平山賢一 | 郷ひろみ 清水由貴子 小野やすし 玉置宏 桜井長一郎 角谷美佐子 |
| 34   | その34   | 06月13日        | バベルの塔の秘密 第一章 ゴリラの支配する国               | 下山啓        | 平山賢一 | 青森伸 菅原洋一                                             |
| 35   | その35   | 06月20日        | バベルの塔の秘密 第二章 雲の上の大巨人                   | 下山啓        | 深尾隆一 | 菅原洋一 飯塚昭三                                           |
| 36   | その36   | 06月27日        | パルテノ王国の危機〜傷だらけの三蔵一行〜                 | 田村隆        | 山田護   | 西城秀樹 林寛子 伴淳三郎                                    |
| 37   | その37   | 07月04日        | パルテノ王国の危機〜パルテノ王子愛に死す!〜              | 田村隆        | 高柳等   | 西城秀樹 林寛子 伴淳三郎                                    |
| 38   | その38   | 07月11日        | 赤い陰謀<前篇>                                           |               |          | 山口百恵 宮路おさむ                                         |
| 39   | その39   | 07月18日        | 赤い陰謀<後篇>〜何とまあ悩ましい百恵王子〜               |               |          | 山口百恵 宮路おさむ                                         |
| 40   | その40   | 07月25日        | カトちゃんが死んじゃう!犯人は…ダーリング!?               | 田村隆        | 高柳等   | 沢田研二 月の家円鏡                                         |
| 41   | その41   | 08月01日        | カトちゃんは死んじまっただ〜                             | 田村隆        | 高柳等   | 沢田研二 玉川良一 渡部猛 角谷美佐子                         |
| 42   | その42   | 08月08日        | 五つの首はヘビ〜級だよ!〜ドクター進也･ただ今特訓中〜     | 下山啓        | 山田護   | 鈴木ヒロミツ あいざき進也                                   |
| 43   | その43   | 08月15日        | モナリザの秘密 〜壁にかかるモナリザは結婚への道しるべ?〜 | 下山啓        | 平山賢一 | 小柳ルミ子 獅子てんや 獅戸わんや 桜井長一郎                 |
| 44   | その44   | 08月22日        | モナリザの秘密〜夜空の星にモナリザを捧ぐ〜               | 下山啓        | 高柳等   | 小柳ルミ子 獅子てんや 獅戸わんや 桜井長一郎                 |
| 45   | その45   | 08月29日        | カラオケ尼寺は恐怖のお寺<前篇>                           | 田村隆        | 塩川和則 | 野口五郎 研ナオコ 湯原昌幸                                  |
| 46   | その46   | 09月05日        | カラオケ尼寺は恐怖のお寺<後篇>                           | 田村隆        | 山田護   | 野口五郎 研ナオコ 湯原昌幸                                  |
| 47   | その47   | 09月12日        | 袈裟がもとだよ 大げさ騒動記〜あぶない!お寺がもえる!!の巻 | 鈴木哲        | 高柳等   | 太田裕美 小松政夫 桜井長一郎                                |
| 48   | その48   | 09月19日        | 袈裟がもとだよ!大げさ騒動記〜変身!そりゃそうだも!の巻〜  | 鈴木哲        | 高柳等   | 太田裕美 小松政夫 桜井長一郎                                |
| 49   | その49   | 09月26日        | 金角･銀角の復讐<巻一>〜ひょうたん牧場の罠〜              | 下山啓        | 平山賢一 | 香坂みゆき 宍戸錠 せんだみつお 山本明生                     |
| 50   | その50   | 10月03日        | 金角･銀角の復讐<巻二>〜ひょうたん牧場の大決闘〜          | 下山啓        | 深尾隆一 | 香坂みゆき 宍戸錠 せんだみつお 山本明生                     |
| 51   | その51   | 10月10日        | アグネス姫救出作戦                                       | かとうまなぶ  | 深尾隆一 | アグネス・チャン 桂歌丸                                     |
| 52   | その52   | 10月17日        | ブルジョアは打出の小槌がお好き!                          | 下山啓        | 山田護   | 新沼謙治 藤村有弘                                           |
| 53   | その53   | 10月24日        | 密林の証明 帰ってきた日本兵                              | 鈴木哲        | 高柳等   | 八代亜紀 荒井注 久米宏                                      |
| 54   | その54   | 10月31日        | 柳漢寺と今何寺の見栄っぱり戦争<上の巻>                   | 下山啓        | 平山賢一 | 芦屋雁之助 谷啓                                             |
| 55   | その55   | 11月07日        | 柳漢寺と今何寺 見栄っぱり大戦争<下の巻>                  | 下山啓        | 山田護   | 谷啓 芦屋雁之助 久米宏                                      |
| 56   | その56   | 11月14日        | ひょっこりひょうきん島 総裁選<前篇>                      | 田村隆        | 高柳等   | 井上順 笑福亭仁鶴 林寛子                                    |
| 57   | その57   | 11月21日        | ひょっこりひょうきん島 総裁選<後篇>                      | 田村隆        | 深尾隆一 | 笑福亭仁鶴 井上順 桜井長一郎 団しん也                       |
| 58   | その58   | 11月28日        | ヒマラヤ行軍 雪女との遭遇 Part1                          | 田村隆        | 山田護   | 由紀さおり 藤村俊二                                         |
| 59   | その59   | 12月05日        | ヒマラヤ行軍 雪女との遭遇 Part2                          | 田村隆        | 平山賢一 | 由紀さおり 藤村俊二                                         |
| 60   | その60   | 12月12日        | 郷ひろみの大忠臣蔵 しんぼうきぼうしゃ!?の巻              | 下山啓        | 高柳等   | 郷ひろみ 金田龍之介                                         |
| 61   | その61   | 12月19日        | 郷ひろみの燃えるドラゴン(続･大忠臣蔵)仇討!               | 下山啓        | 山田護   | 郷ひろみ 金田龍之介                                         |
| 62   | その62   | 12月26日        | 007 V2〜ジュリーより愛をこめて〜                         | 田村隆        | 平山賢一 | 沢田研二 森山周一郎 岡田道郎 小野田英一 篠田薫              |
| 63   | その63   | 1979年 01月09日 | 山賊は魔女がお好き〜谷を越えて虹の彼方へ〜               | 下山啓        | 高柳等   | 左とん平 相本久美子 白石冬美                                |
| 64   | その64   | 01月16日        | 淳子姫 恋の駆けおち!!〜淳子のママはエマニュエル?の巻〜   | 田村隆        | 深尾隆一 | 桜田淳子 川崎麻世 伊東四朗                                  |
| 65   | その65   | 01月23日        | 淳子姫 恋の駆けおち!〜淳子姫ちゃんを探して!の巻〜        | 田村隆        | 平山賢一 | 桜田淳子 川崎麻世 伊東四朗                                  |
| 66   | その66   | 01月30日        | 結婚したい女                                             | 下山啓        | 高柳等   | 樹木希林 岸本加世子 かまやつひろし                          |
| 67   | その67   | 02月06日        | 続･結婚したい女                                          | 下山啓        | 山田護   | 樹木希林 岸本加世子 かまやつひろし                          |
| 68   | その68   | 02月13日        | 夢の国はもう近い?<前篇>〜謎の古代遺跡〜                  | 田村隆        | 深尾隆一 | 野口五郎 原泉 桜井長一郎                                    |
| 69   | その69   | 02月20日        | 夢の国はもう近い?<後篇>幻の古代遺跡                      | 田村隆        | 高柳等   | 野口五郎 原泉 あき竹城 桜井長一郎                           |
| 70   | その70   | 02月27日        | クールファイブのサーカス物語                             | 下山啓        | 塩川和則 | 内山田洋とクール・ファイブ 由利徹                           |
| 71   | その71   | 03月06日        | サウンド イン 孫悟空 ようこそ緑の山へ♪♪                  | 田村隆        | 山田護   | 伊東ゆかり タイムファイブ 渡部猛                            |
| 72   | その72   | 03月13日        | サウンド イン 孫悟空 ド〜はどうなってんの?♪♪             | 田村隆        | 山田護   | 伊東ゆかり タイムファイブ 渡部猛                            |
| 73   | その73   | 03月20日        | 兄弟仁義〜望郷篇〜                                       | 下山啓        | 高柳等   | 北島三郎 星セント・ルイス                                   |
| 74   | 最終回   | 03月27日        | 兄弟仁義〜新たなる出発〜                                 | 下山啓        | 高柳等   | 北島三郎 星セント・ルイス                                   |

### ゲストの役名
- キャロライン洋子（八戒に狙われた娘）
- せんだみつお（金角）
- 山本明生（銀角）
- 荒井注（ハダカ大王）（薄井二等兵）
- 梓みちよ（タコ妖怪）
- 小松政夫（ニンニキ坊主）（麺八珍）
- 小林亜星（地蔵大王）
- 藤村俊二（アリババ）（カニ王子）
- 佐藤蛾次郎（アリジジ）
- 西田敏行（牛魔大王）
- 京唄子（牛魔大王の妻･羅刹女）
- 鳳啓助（村の男）
- 伊東四朗（えん魔大王）（シロ王女）
- テレサ・テン（テレサ姫）
- 湯原昌幸（ユハラ王子）（ムササビ大王）
- 三遊亭小円遊（幽鬼大王）
- 東八郎（悪大王）
- うつみ宮土理（王妃）
- 武田鉄矢（オオカミ男）
- タモリ（ヘレヒッパリケ大魔王）
- 桂三枝（現・六代目桂文枝）（糸吹大王）
- レツゴー三匹（カッパの親分、カエルの主、ナマズのボス）
- 由利徹（吸血鬼／旅館の番頭）
- 泉ピン子（吸血鬼／旅館の女中）
- ラッキー7＜ポール牧／関武志＞（悪タヌキ）
- 水前寺清子（イタチのチータ）
- アン・ルイス（アン女王蜂）
- 毒蝮三太夫（昆虫大王/サソリ大王）
- ガッツ石松（原始人ガッツ）
- しばたはつみ（原始人の妻）
- 郷ひろみ（せせらぎ王国の郷王子）（郷石内蔵之助）
- 清水由貴子（郷王子の妹）
- 小野ヤスシ（巨カバ大王）
- 菅原洋一（村人）
- 青森伸（ゴリラ大将）
- 飯塚昭三（一角獣）
- 西城秀樹（パルテノ王国の王子）
- 林寛子（ローラ姫）
- 山口百恵（百恵王子）
- 宮路おさむ（デビル）
- 沢田研二（眠狂十郎）（007V2ジュリー）
- 月の家円鏡（やぶ庵）
- 玉川良一（大ガマ大王）
- あいざき進也（ドクター）
- 鈴木ヒロミツ（五頭の大ヘビ）
- 小柳ルミ子（モナリザ）
- 獅子てんや（女人国の男）
- 瀬戸わんや（カトーの兄）
- 野口五郎（ゴロ蔵）（探険家ゴロー）
- 研ナオコ（尼僧）
- 太田裕美（ヒロミ）
- 香坂みゆき（赤頭巾）
- 宍戸錠（別角大王）
- アグネス・チャン（アグネス姫）
- 桂歌丸（光明大王）
- 新沼謙治（成金坊ちゃん）
- 藤村有弘（成金親父）
- 八代亜紀（ハスキーな女王）
- 芦屋雁之助（今何寺の住職/河内の分福）
- 谷啓（柳漢寺の住職/クレージー・タマ）
- 井上順（ピッカリ怪人）
- 笑福亭仁鶴（ボン怪人）
- 由紀さおり（雪女）
- 金田龍之介（金龍王）
- 森山周一郎（ゲパルツ隊長）
- 左とん平（山賊の頭）
- 白石冬美（魔女）
- 桜田淳子（淳子姫）
- 川崎麻世（麻世王子）
- 樹木希林（希林姫）
- 岸本加世子（侍女）
- かまやつひろし（カマヤ王子）
- 原泉（謎の老婆／お釈迦さま）
- あき竹城（ミイラ女）
- 内山田洋とクール・ファイブ（サーカスの団員）
- 伊東ゆかり（ユカリ姫）
- 北島三郎（三郎法師）
- 星セント・ルイス（モグラ）

## スタッフ
- 音楽：たかしまあきひこ
- コーラス：ミュージッククリエイション
- 演奏：岡本章生とゲイスターズ
- 振付：土居甫
- 浪曲：宮川せい六
- 人形操作：大槻達夫、飯田矩行、光村恵、伴通子、川島保徳、川田悌、鴨下恵子、安達香子、吉沢敏枝、小原滋、金子雄司、岩本忠男、高橋恒喜、山口貞夫、石淑恵、小島明、斉藤洋子、行平久子、佐藤むさく、佐藤吉一
- 技術：佐藤利弘、水越俊之
- カラー調整：安藤紘平、小野英夫、高林篤治、高橋進、清都信義、宇田光男
- 映像：日野治隆
- 音声：加藤卓、佐々木盛男
- 照明：正木正登
- 音響効果：大鐘信厳、平田研吉、鈴木敏夫、荒井忠利
- 美術制作：西川光三
- 美術デザイン：飯田稔、宮沢利昭、椎葉禎介
- 人形製作：光子館、岩本浩二、小原滋
- フィルム撮影：TBS映画社、樋田勝也
- 演出：平山賢一、塩川和則、深尾隆一、山田護、森本仁郎、高柳等
- プロデューサー：日向宏之、平山賢一
- 制作：居作昌果
- 製作著作：TBS
- 提供：ヤンマー発動機、ヤンマーディーゼル

## 関連番組
- 当時のTBS系列で、全番組期間放映され、全て「ファミリーアワー」という番組名の言葉が真ん中に付く。
  - YKKファミリーアワー クイズ100人に聞きました（月曜前半、途中からYKKは冠スポンサーを離れる）
  - ブラザーファミリーアワー 人生ゲームハイ&ロー&クイズ天国と地獄（月曜後半、ブラザー工業はのちに冠スポンサー・一社協賛スポンサーから撤退）
  - セキスイハウス ファミリーアワー ゆかいな音楽会（水曜後半、協賛スポンサーの積水ハウスは放送全期間に渡り、単独提供していた。司会は神津善行・中村メイコ夫妻）